# مات هندرسون (لاعب هوكي الجليد)
مات هندرسون (بالإنجليزية: Matt Henderson)‏ هو لاعب هوكي الجليد أمريكي، ولد في 22 يونيو 1974 في وايت بير ليك في الولايات المتحدة.

## وصلات خارجية
- مات هندرسون على موقع دوري الهوكي الوطني (الإنجليزية)
- مات هندرسون على موقع قاعة مشاهير الهوكي (لاعب أن.إتش.أل) (الإنجليزية)
- مات هندرسون على موقع EliteProspects.com (الإنجليزية)
- مات هندرسون على موقع Eurohockey.com (الإنجليزية)
- مات هندرسون على موقع HockeyDB.com (الإنجليزية)
- مات هندرسون على موقع Hockey-Reference.com (الإنجليزية)